# Orange-Fish River Tunnel

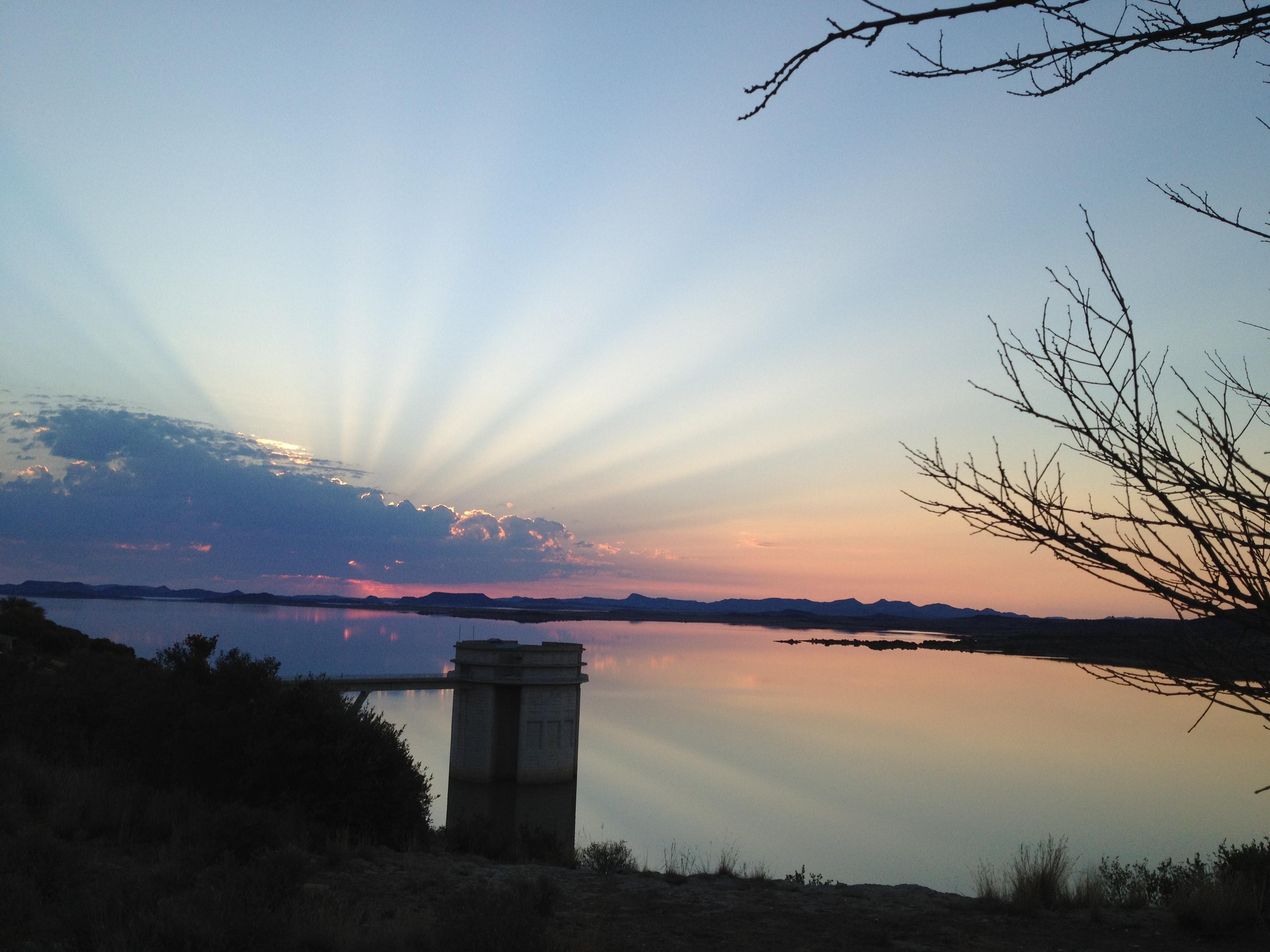
Einlass des Tunnels im Gariep Dam

Der Orange-Fish River Tunnel ist ein Bauwerk in Südafrika. Durch einen 83 Kilometer langen Tunnel wird Wasser aus dem Oranje in den Great Fish River geleitet. Er dient der künstlichen Bewässerung von Feldern, der Trinkwasserversorgung urbaner Gebiete sowie der Wasserversorgung der Industrie.  

## Geschichte
Aufgrund des Wassermangels im Bereich der östlichen Kapprovinz, bedingt durch die Lage in oder nahe der Karoo, wurde bereits 1928 geplant, als Teil des Orange River Development Project Wasser des Oranje nach Süden umzuleiten. In den frühen 1960er Jahren wurde das Gesamtprojekt von der Regierung beschlossen; die damalige Oppositionspartei United Party leistete kaum Widerstand. Allerdings wäre das Projekt fast an der hohen Inflationsrate gescheitert. Teil des Projekts war der Bau der Staumauer zur Errichtung des Hendrik Verwoerd Dam, später Gariep Dam. 1966 begann der Bau des Tunnels. Das Bauwerk wurde am 22. August 1975 durch Premierminister Balthazar Johannes Vorster eingeweiht. Für den Bau waren der Brite Alan Muir Wood und das Büro Keeve Steyn and Partners in Johannesburg verantwortlich, die im Auftrag des South African Department of Water Affairs arbeiteten. Die Kosten betrugen 76.400.000 Pfund Sterling.

## Beschreibung
Der Einlass befindet sich in der Provinz Freistaat (Free State) am Südufer des Gariep Dam nahe dem kleinen Ort Oviston, ein Akronym für Oranje-Visrivier Tonnel. Auf vier Ebenen wird durch ein kleeblattförmiges Bauwerk Wasser abgeführt; die unterschiedlich hohen Ebenen dienen der Vermischung unterschiedlicher Wasserqualitäten. Die vier Öffnungen sind unabhängig voneinander verschließbar. 
Die Röhre ist rund 83 Kilometer lang und ist der längste geschlossene Aquädukt der Südhalbkugel und der zweitlängste wasserführende Tunnel der Welt. Er hat einen Durchmesser von 5,35 Metern. Die Durchflusskapazität beträgt 54 Kubikmeter pro Sekunde, das Gefälle beträgt 1:2000 (rund 0,029 %). Über 200.000 Kubikmeter Beton wurden verbaut. Die Röhre führt von Nord nach Süd und unterquert mit dem Gebirge Suurberge die Hauptwasserscheide zwischen Atlantik und Indischem Ozean. 
Der Auslass liegt am Fluss Teebus Spruit in der Provinz Ostkap (Eastern Cape). Von dort gelangt das Wasser über Groot Brak River  zum Great Fish River oder über ein System aus Kanälen, Wehren und dem Cookhouse Tunnel bei Somerset East zum Sundays River. Über Pipelines wird aus den Flüssen Wasser in die Städte Nelson Mandela Bay und Makhanda geleitet.